# Stockach
Stockach er en by i Landkreis Konstanz i den sydlige del af den tyske delstat Baden-Württemberg og er et center for de omgivende kommuner.

## Geografi
Stockach ligger i landskabet Hegau, fem kilometer nordvest for Bodensee i et morænelandskab ved floden Stockacher Aach.

### Inddeling
Til Stockach hører de tidligere selvstændige kommuner Espasingen, Hindelwangen, Hoppetenzell, Mahlspüren im Hegau, Mahlspüren im Tal, Raithaslach, Wahlwies, Winterspüren og Zizenhausen samt 79 mindre landsbyer og bebyggelser.
Stockach er administrationsby for et Verwaltungsgemeinschaft med kommunerne Bodman-Ludwigshafen, Eigeltingen, Hohenfels, Mühlingen og Orsingen-Nenzingen.

### Trafik
Stockach ligger ved Bundesautobahn 98 og hovedvejene Bundesstraße 14, 31 og 313. Siden 1996 kan man komme med tog til byen med Hegau-Ablachtal-Bahn (kaldes Seehäsle), der går fra Radolfzell ved Bodensee via Stockach til Mengen.

## Eksterne kilder og henvisninger
- Wikimedia Commons har flere filer relateret til Stockach
- Stadt Stockach